# Mein Freund aus der Zukunft
Mein Freund aus der Zukunft ist ein US-amerikanischer Fernseh-Liebesfilm aus dem Jahr 2011.

## Handlung
P-A-X 497/341 vom Weltinstitut der Wissenschaften leitet eine archäologische Mission in einem alten versunkenen Schiff, das sich auf dem Grund des einstigen Pazifiks befindet. Er findet in einer alten Schatulle den Roman Verbotene Liebe von Elizabeth Barrett und 20.000 US-Dollar aus dem Jahr 2012. Er studiert das Buch und wundert sich über gewisse Konzepte, wie Liebe, Leidenschaft und Sex. Da er keine Antwort erhält, fragt er B-O-B 359/704, der ihm von der Liebe erzählt und meint, dass diese wie ein Virus sei, das für fast alle Übel der Menschheit verantwortlich war. Da ihm dies als Antwort nicht ausreicht, möchte er von seiner Zeit, dem 5. April 3127, zum 3. April 2011 reisen, um innerhalb von 48h die Antworten auf seine Fragen von Elizabeth zu erhalten. Diese arbeitet in New Orleans als Redakteurin bei der Strange Times, einer Zeitung, die sich auf übernatürliche Nachrichten spezialisiert hat. Er besucht sie dort, wo sie ihn für einen Verrückten hält, über den sie nur einen neuen Artikel schreiben braucht. Er erzählt ihr von seiner Zukunft und wie sich die Menschheit sechs Jahrhunderte nach dem Aufprall des Kometen Avadar im Jahr 2386 zu einer utopischen Gesellschaft entwickelt hat. Während seiner Erzählungen stellt er aber seltsame Fragen und verhält sich auch merkwürdig. Also geht Elizabeth erst einmal mit ihm zum Jambalayaessen, um vielleicht noch mehr über ihn herausfinden zu können. Aber dabei stellt er sich so peinlich an, dass sich Elizabeth für ihn schämt und das Weite sucht.
Pax lässt allerdings nicht locker und bittet um ein weiteres Treffen. Da sie am selben Abend noch ihr Buch Verbotene Liebe bei einer Feier vorstellen will, meint sie, Pax solle vielleicht einmal das Leben des 21. Jahrhunderts erkunden, bevor sie sich am nächsten Abend wieder sehen. Pax geht in eine Bar, wo er sich betrinkt und mit 100-Dollar-Scheinen bezahlt, auf die später der amerikanischen Geheimdienst aufmerksam wird, da sie etwa ein Jahr aus der Zukunft stammen. Aber zuvor besucht Pax betrunken die Maison Bonaparte, wo Elizabeth ihr Buch vorstellt, und blamiert sie vor der gesamten Party. Sie wirft ihn deswegen entsetzt raus und meint, nie wieder von ihm hören zu wollen. Doch ihr Chefredakteur meint am nächsten Morgen, dass er aus ihrem Artikel über den Zukunftsmenschen unbedingt eine Kolumne machen will. Pax stimmt dem zu, allerdings unter einer Bedingung: Elizabeth soll ihm zeigen, was Liebe ist. Sie zeigt ihm verliebte Pärchen, Hochzeiten und küssende Menschen. Da Elizabeth erklärt, dass ein Kuss ein Zeichen von Zuneigung ist, küsst Pax sie. Obwohl sie nicht abgeneigt scheint, reagiert sie ablehnend. Denn am selben Abend hat sie mit ihrem Freund ein gemeinsames Essen, bei dem Richard ihr einen Heiratsantrag machen wird.
Am nächsten Morgen treffen sich Pax und Elizabeth. Das gemeinsame Gespräch wird allerdings durch den Geheimdienst unterbrochen, der beide verhaftet. Während des Verhörs erklärt Pax, dass er ein Zeitreisender sei und er das Geld in der Zukunft gefunden habe. Selbstverständlich glauben die Agenten ihm nicht. Sie entlassen Elizabeth, die unter Tränen von Pax versichert bekommt, dass seine Geschichte keine Lüge sei, und wollen Pax für längere Zeit weg sperren. Daher nehmen sie ihm auch alle Utensilien ab, darunter auch seine Uhr, ohne die er nicht in die Zukunft zurückreisen kann. Als Bob anschließend merkt, dass nur die Uhr, aber nicht Pax zurückgekehrt ist, reist er selbst in das Jahr 2011, um Pax zu retten. Allerdings geht einiges schief, so dass sie vor dem Geheimdienst flüchten müssen. Sie fahren daher zu Elizabeths Redaktion, wo Pax sie bittet, mit in seine Zeit zu kommen. Da sie ablehnt, reisen Bob und Pax alleine und lassen verdutzte Mitarbeiter und Agenten zurück. In der Zukunft ist Pax schwer von Elizabeths Verlust getroffen, so dass er, nach dem Studium seiner Tonaufnahmen, zum Valentinstag 2010 zurückreist, wo er anstelle von Richard selbst Elizabeth kennenlernt und sich beide verlieben.

## Kritik
TV Spielfilm: „Harmloser, vorhersehbarer Familienspaß, so bunt wie flach, aber mit recht drolligen Ideen. Da waren Profis am bemüht-charmanten Werk. Fazit: Nette TV-Zuckerwatte aus den USA gefällig?“

## Hintergrund
Der Film hatte seine Weltpremiere am 10. April 2011 auf dem US-amerikanischen Fernsehsender ABC Family. In Deutschland wurde er am 23. November 2011 auf Sky Cinema zum ersten Mal ausgestrahlt. Die Free-TV Premiere feierte der Film am 22. Januar 2014 im Disney Channel, der am 17. Januar 2014 ins Free-TV wechselte.